# Blackwood (pays de Galles)
Pour les articles homonymes, voir Blackwood.
Blackwood (en anglais) ou Coed Duon (en gallois) est une ville, une communauté et un ward du borough de comté de Caerphilly, au pays de Galles.
Elle est située sur la Sirhowy (en), dans les vallées du sud du Pays de Galles (en) et le comté historique de Monmouthshire. En 2011, sa population est de 8 496 habitants.

## Toponymie
Les noms anglais et gallois de la ville signifient simplement « bois noir ». Le nom gallois est attesté dès 1833, tandis que son équivalent anglais apparaît en 1856.

## Histoire
Blackwood est fondé au début du XIXe siècle par le propriétaire de la mine locale, John Hodder Moggridge, qui vivait dans le domaine voisin de Woodfield Park : les premières maisons de Blackwood sont construites par Moggridge dans le but de construire un village modèle (en).
Les conditions de travail déplorables, à l'époque de la révolution industrielle, conduisent toutefois Blackwood à devenir un centre d'organisation chartiste, dans les années 1830. 